# نولان رو
نولان رو (بالفرنسية: Nolan Roux)‏ (1 مارس 1988 كومبيين فرنسا - ) هو لاعب كرة قدم فرنسي، يلعب كمهاجم.

## وصلات خارجية
نولان رو على موقع رابطة كرة القدم الفرنسية للمحترفين (الإنجليزية)
- نولان رو على موقع قاعدة بيانات كرة القدم.إي يو (الإنجليزية)
- نولان رو على موقع بيانات كرة القدم. دي إي (الألمانية)
- نولان رو على موقع ليكيب (الفرنسية)
- نولان رو على موقع Soccerway.com (الإنجليزية)
- نولان رو على موقع عالم كرة القدم.نت (الإنجليزية)
- نولان رو على موقع AS.com (الإسبانية)